# MHC Forescate
Mixed Hockey Club Forescate is een Nederlandse hockeyclub uit Voorschoten.

## Algemeen
De club speelt op sportpark Adegeest aan de Weddeloop in Voorschoten en het tenue bestaat uit een lichtblauw shirt met donkerblauwe kraag en mouwen, donkerblauwe broek/rok, donkerblauwe kousen. Bij uitwedstrijden tegen gelijkgekleurde clubs beschikken de teams over een rood shirt met donderblauwe mouwen en witte kousen.
Drie van de in totaal vier velden (2 water, 1 semi  en 1 zandveld) zijn sinds aanleg in 2016 showcases voor de producent Polytan die sinds jaren de leverancier is van alle olympische hockeyvelden en atletiekbanen.  Hoewel de kleurstelling opzettelijk rustiger is gehouden is ivm omwonenden, is bijvoorbeeld het hoofd (water-) veld een exacte kopie van het olympische hockeyveld in Rio de Janeiro (OS2016), en is (water-)veld 2 een exacte kopie van het hockeyveld van Londen (OS2012). Het clubhuis is gebouwd nadat het oude op 8 april 2003 volledig in as werd gelegd door een verwoestende brand. In het huidige clubgebouw is onder meer een BSO gehuisvest. 

## Heden
Heren 1 speelt sinds 2018 weer in de eerste klasse. Forescate Heren 1 was in de jaren 80 en 90 al een regelmatige klant in de eerste klasse. Als klap op de vuurpijl promoveerde Forescate in 1998 naar de overgangsklasse waar het 2 seizoenen verbleef. Daarna volgde de neergang wat er zelfs in resulteerde dat Forescate tussen 2006 en 2008 helemaal geen eerste elftal op de been bracht. De kentering kwam in 2008. In het seizoen 2008/2009 promoveerde Heren 1 van de vierde naar de derde klasse waarna het team in het seizoen 2011/2012 doorstootte naar de tweede klasse. Na een schitterende slotwedstrijd tegen MHC Rijswijk promoveerde Heren 1 in seizoen 2013/2014 weer naar de eerste klasse.
Ook Dames 1 kende een lange historie in de eerste klasse. Evenals Heren 1 viel Dames 1 in het eerste decennium van de 21e eeuw terug naar de derde klasse. Het seizoen 2008/2009 werd Dames 1 kampioen van hun poule en promoveerde naar de tweede klasse. Na de degradatie in 2010 naar de derde klasse, werd Dames 1 kampioen in seizoen 2013/2014 en keerde weer terug naar de tweede klasse.
Forescate heeft een groot aantal jeugdteams, waarvan de eerste teams gemiddeld uitkomen in de Topklasse of sub-top. Een aantal teams promoveren en degraderen regelmatig naar de landelijke competities (IDC/ Super A/B / Top en sub-topklasses) afhankelijk van de sterkte van een leeftijdscategorie.

## Toekomst
MHC Forescate heeft ruim 1.300 leden en vierde op 6, 7 en 8 april 2012 het 50-jarig bestaan van de vereniging.